# Lý thuyết xã hội
Lý thuyết xã hội là các khung phân tích, hay các mô hình, được sử dụng để nghiên cứu và giải thích các hiện tượng xã hội. Vốn là một công cụ được sử dụng bởi các nhà khoa học xã hội, lý thuyết xã hội liên quan đến các cuộc tranh luận lịch sử về giá trị pháp lý và độ tin cậy của các phương pháp luận khác nhau (ví dụ như thực chứng và phản thực chứng), tính ưu việt của một trong hai cấu trúc hoặc cơ quan, cũng như mối quan hệ giữa sự bất ngờ và sự cần thiết. Lý thuyết xã hội trong một bản chất không chính thức, hoặc quyền tác giả dựa trên khoa học xã hội và chính trị học thuật, có thể được gọi là " phê bình xã hội " hoặc " bình luận xã hội ", hoặc "phê bình văn hóa" và có thể được liên kết với cả học bổng văn hóa và văn học chính thức, cũng như các hình thức viết lách hoặc học thuật khác.

## Định nghĩa
Lý thuyết xã hội theo định nghĩa được sử dụng để tạo ra sự khác biệt và khái quát hóa giữa các loại xã hội khác nhau, và để phân tích xã hội hiện đại như nó đã xuất hiện trong vài thế kỷ qua. :10 Lý thuyết xã hội như được công nhận ngày nay đã nổi lên trong thế kỷ 20 như một môn học riêng biệt, và phần lớn được đánh đồng với thái độ suy nghĩ phê phán và mong muốn tri thức thông qua phương pháp khám phá posteriori, hơn là một phương pháp truyền thống priori.  
Tư tưởng xã hội cung cấp các lý thuyết chung để giải thích các hành động và hành vi của toàn xã hội, bao gồm các ý tưởng xã hội học, chính trị và triết học. Lý thuyết xã hội cổ điển nói chung đã được trình bày từ góc độ triết học phương Tây, và thường được coi là nghiêng về châu Âu.
Xây dựng lý thuyết, theo The Blackwell Encyclopedia of Sociology, là mang tính công cụ: "Mục tiêu của các lý thuyết là thúc đẩy giao tiếp chính xác, kiểm tra nghiêm ngặt, độ chính xác cao và khả năng ứng dụng rộng rãi. Chúng bao gồm những điều sau đây: không có mâu thuẫn, không mơ hồ, có tính trừu tượng, khái quát, chính xác, phân tách và điều kiện. "  Do đó, một lý thuyết xã hội bao gồm các thuật ngữ, tuyên bố, lập luận và điều kiện phạm vi được xác định rõ ràng.

## Lịch sử

### Thời Cổ đại
Khổng Tử (551-479 TCN) đã hình dung ra một xã hội công bằng vượt ra ngoài xã hội đương thời của ông ở các quốc gia thời Chiến Quốc. Sau này, cũng tại Trung Quốc, Mặc Tử (khoảng năm 470 - khoảng năm 390 TCN) đã đề xuất một xã hội học thực dụng hơn, nhưng có cơ sở đạo đức.
Ở phương Tây, Augustino (354-430) chỉ quan tâm đến ý tưởng của một xã hội công bằng. Augustinô mô tả xã hội La Mã cổ đại trước đó thông qua lăng kính thù hận và khinh miệt đối với những gì ông coi là các Thần giả, và trong phản ứng đưa ra giả thuyết Thành phố của Thiên Chúa. Các triết gia Hy Lạp cổ đại, bao gồm cả Aristotle (384-322 TCN) và Plato (428/427 hoặc 424/423 - 348/347 TCN), không nhận thấy một sự phân biệt giữa chính trị và xã hội. Khái niệm xã hội đã không tồn tại cho đến thời kỳ Khai sáng. Thuật ngữ, société, có lẽ lần đầu tiên được sử dụng làm khái niệm chính của Rousseau trong thảo luận về các mối quan hệ xã hội. Trước thời kỳ Khai sáng, lý thuyết xã hội chủ yếu là hình thức kể chuyện và quy phạm. Nó được thể hiện dưới dạng những câu chuyện và ngụ ngôn, và có thể giả định rằng các nhà triết học và giáo viên tôn giáo tiền Socrates là tiền thân của lý thuyết xã hội.  

### Thời Trung cổ
Có bằng chứng về xã hội học Hồi giáo ban đầu từ thế kỷ 14: trong Muqaddimah của Ibn Khaldun (sau này được dịch là Prolegomena trong tiếng Latin), giới thiệu một phân tích bảy tập về lịch sử phổ quát, là người đầu tiên thúc đẩy triết học xã hội và khoa học xã hội. lý thuyết về sự gắn kết xã hội và xung đột xã hội. Do đó, Ibn Khaldun được nhiều người coi là tiền thân của xã hội học. Chuyên luận của Khaldun được mô tả trong Muqaddimah (Giới thiệu về Lịch sử), được xuất bản năm 1377, hai loại xã hội: (1) thành phố hoặc thị trấn - cư dân và (2) xã hội di động, du mục.  

### Tư tưởng xã hội châu Âu
Tính hiện đại nảy sinh trong thời kỳ Khai sáng, với sự xuất hiện của nền kinh tế thế giới và trao đổi giữa các xã hội đa dạng, mang lại những thay đổi sâu rộng và những thách thức mới cho xã hội. Nhiều trí thức và triết gia người Pháp và Scotland chấp nhận ý tưởng về sự tiến bộ và ý tưởng của sự hiện đại.  
Thời kỳ Khai sáng nổi bật với ý tưởng rằng với những khám phá mới thách thức lối suy nghĩ truyền thống, các nhà khoa học bắt buộc phải tìm ra tính chuẩn mực mới. Quá trình này cho phép kiến thức khoa học và xã hội tiến bộ.  Tư tưởng tại Pháp trong thời kỳ này tập trung vào phê bình đạo đức và phê bình chế độ quân chủ. :15 Những ý tưởng này không rút ra ý tưởng về quá khứ từ các nhà tư tưởng cổ điển, cũng không liên quan đến các giáo lý tôn giáo và quyền lực của quốc vương.
Một yếu tố phổ biến trong các lý thuyết cổ điển là sự đồng ý rằng lịch sử của loài người đang theo đuổi một con đường cố định. Các lý thuyết này khác biệt nhau về nơi con đường đó sẽ dẫn đến: tiến bộ xã hội, tiến bộ công nghệ, suy giảm hoặc thậm chí sụp đổ. Các nhà lý thuyết chu kỳ xã hội đã hoài nghi về những thành tựu và tiến bộ công nghệ của phương Tây, nhưng lập luận rằng tiến bộ là một ảo tưởng về những thăng trầm của các chu kỳ lịch sử.    Cách tiếp cận cổ điển này đã bị nhiều nhà xã hội học và lý thuyết hiện đại chỉ trích; trong số đó có Karl Popper, Robert Nisbet, Charles Tilly và Immanuel Wallerstein.
Thế kỷ 19 mang đến những câu hỏi liên quan đến trật tự xã hội. Cách mạng Pháp giải phóng xã hội Pháp kiểm soát bởi chế độ quân chủ, không có phương tiện hiệu quả để duy trì trật tự xã hội cho đến khi Napoleon lên nắm quyền. Ba lý thuyết cổ điển vĩ đại về sự thay đổi lịch sử và xã hội đã xuất hiện: lý thuyết tiến hóa xã hội (trong đó chủ nghĩa Darwin xã hội chiếm một thành phần của nó), lý thuyết chu kỳ xã hội và lý thuyết duy vật lịch sử Marxist. 
Lý thuyết xã hội cổ điển thế kỷ 19 đã được mở rộng để tạo ra các lý thuyết xã hội đương đại mới hơn, chẳng hạn như các lý thuyết tiến hóa đa tuyến (tân tiến hóa, xã hội học, lý thuyết hiện đại hóa, lý thuyết về xã hội hậu công nghiệp) và các loại chủ nghĩa Marx mới khác nhau. 
Vào cuối thế kỷ 19 và đầu thế kỷ 20, lý thuyết xã hội liên quan chặt chẽ đến xã hội học học thuật và các nghiên cứu liên quan khác như nhân chủng học, triết học và công tác xã hội được phân nhánh thành các ngành học riêng của họ. Các môn học như " triết học lịch sử " và các chủ đề đa ngành khác đã trở thành một phần của lý thuyết xã hội như được dạy theo xã hội học. 
Một sự hồi sinh của các cuộc thảo luận miễn phí về kỷ luật bắt đầu vào cuối những năm 1920 và đầu những năm 1930. Viện nghiên cứu xã hội Frankfurt là một ví dụ lịch sử. Ủy ban về tư tưởng xã hội tại Đại học Chicago theo sau vào những năm 1940. Vào những năm 1970, các chương trình về Tư tưởng Chính trị và Xã hội đã được thành lập tại Sussex và York. Những tư tưởng tiếp theo đã có những điểm nhấn và cấu trúc, chẳng hạn như Lý thuyết và Lịch sử xã hội (Đại học California, Davis). Các chương trình Nghiên cứu Văn hóa đã mở rộng mối quan tâm của lý thuyết xã hội sang lĩnh vực văn hóa và nhân học. Một chủ tịch và chương trình đại học về lý thuyết xã hội đã được thành lập tại Đại học Melbourne. Lý thuyết xã hội hiện nay dường như đang được chấp nhận như một môn học thuật cổ điển.  

#### Lý thuyết xã hội cổ điển
Adam Ferguson, Montesquieu và John Millar, và những người khác, là những người đầu tiên nghiên cứu xã hội khác biệt với các thể chế và quy trình chính trị. Vào thế kỷ XIX, phương pháp khoa học đã được đưa vào nghiên cứu xã hội, đây là một bước tiến đáng kể dẫn đến sự phát triển của xã hội học như một ngành học. 
Vào thế kỷ 18, thời kỳ tiền cổ điển của các lý thuyết xã hội đã phát triển một hình thức mới cung cấp các ý tưởng cơ bản cho lý thuyết xã hội, như tiến hóa, triết học về lịch sử, đời sống xã hội và hợp đồng xã hội, công chúng và ý chí chung, cạnh tranh trong không gian xã hội, mô hình sinh vật cho mô tả xã hội. Montesquieu, trong tác phẩm Tinh thần luật pháp, nơi xác định rằng các yếu tố xã hội ảnh hưởng đến bản chất con người, có thể là người đầu tiên đề xuất một lời giải thích phổ quát cho lịch sử. Montesquieu bao gồm những thay đổi trong các thuần phong mỹ tục và cách cư xử như là một phần trong lời giải thích của ông về các sự kiện chính trị và lịch sử. :23
Các triết gia, bao gồm Jean-Jacques Rousseau, Voltaire, và Denis Diderot, đã phát triển những ý tưởng xã hội mới trong thời kỳ Khai sáng dựa trên lý do và phương pháp nghiên cứu khoa học. Jean-Jacques Rousseau trong thời gian này đã đóng một vai trò quan trọng trong lý thuyết xã hội. Ông tiết lộ nguồn gốc của sự bất bình đẳng, phân tích hợp đồng xã hội (và xã hội nhỏ gọn) hình thành sự hội nhập xã hội và xác định phạm vi xã hội hoặc xã hội dân sự. Jean-Jacques Rousseau cũng nhấn mạnh rằng con người có quyền tự do thay đổi thế giới của mình, một sự khẳng định giúp lập trình và thay đổi xã hội. 
Adam Smith đã giải quyết câu hỏi liệu sự bất bình đẳng lớn về sự giàu có thể hiện sự tiến bộ. Ông giải thích rằng những người giàu có thường đòi hỏi sự thuận tiện, thuê nhiều người khác để thực hiện lao động để đáp ứng nhu cầu của họ.    Smith lập luận rằng điều này cho phép sự giàu có được phân phối lại giữa các cư dân và cho tất cả mọi người cùng chia sẻ sự tiến bộ của xã hội. Smith giải thích rằng các lực lượng xã hội có thể điều tiết nền kinh tế thị trường với tính khách quan xã hội và không cần sự can thiệp của chính phủ. Smith coi sự phân công lao động là một yếu tố quan trọng cho tiến bộ kinh tế. John Millar cho rằng cải thiện tình trạng của phụ nữ là quan trọng tạo ra tiến bộ của xã hội. Millar cũng ủng hộ việc bãi bỏ chế độ nô lệ, cho rằng tự do cá nhân làm cho mọi người cần cù, tham vọng và có năng suất cao hơn.
Các lý thuyết xã hội "hiện đại" đầu tiên (được gọi là lý thuyết cổ điển) bắt đầu giống với lý thuyết xã hội phân tích ngày nay được phát triển đồng thời với sự ra đời của khoa học xã hội học. Auguste Comte (1798-1857), được gọi là "cha đẻ của xã hội học" và được một số người coi là triết gia đầu tiên của khoa học, đặt nền tảng cho chủ nghĩa thực chứng - cũng như chủ nghĩa chức năng cấu trúc và tiến hóa xã hội. Karl Marx đã từ chối chủ nghĩa thực chứng Comtean nhưng vẫn nhằm mục đích thiết lập một khoa học xã hội dựa trên chủ nghĩa duy vật lịch sử, được công nhận là một nhân vật sáng lập của xã hội học sau khi ông qua đời. Tại thời điểm chuyển giao thế kỷ 20, các nhà xã hội học Đức tiên phong, trong đó có Max Weber và Georg Simmel, đã phát triển xã hội học phản thực chứng. Lĩnh vực này có thể được công nhận rộng rãi như một sự pha trộn của ba phương thức tư duy khoa học xã hội nói riêng; chủ nghĩa thực chứng xã hội học Durkheimian và chủ nghĩa chức năng cấu trúc, chủ nghĩa duy vật lịch sử và lý thuyết mâu thuẫn, và chủ nghĩa phản thực chứng của Weberian và phê bình verstehen. 
Một nhà lý thuyết hiện đại ban đầu khác, Herbert Spencer (1820 Lỗi1903), đặt ra thuật ngữ " sự sống còn của kẻ mạnh nhất ". Vilfredo Pareto (1848 Từ1923) và Pitirim A. Sorokin lập luận rằng "lịch sử diễn ra theo chu kỳ" và trình bày lý thuyết chu kỳ xã hội để minh họa quan điểm của họ. Ferdinand Tönnies (1855-1936) đã tạo ra cộng đồng và xã hội (Gemeinschaft and Gesellschaft, 1887) các chủ đề đặc biệt của khoa học mới về "xã hội học", cả hai đều dựa trên các chế độ khác nhau của ý chí của các thành viên trong xã hội. 
Những người tiên phong của thế kỷ 19 về lý thuyết xã hội và xã hội học, như Saint-Simon, Comte, Marx, John Stuart Mill hay Spencer, không bao giờ giữ các chức vụ giáo sư đại học và họ được coi là những nhà triết học. Emile Durkheim nỗ lực chính thức thành lập xã hội học thuật, và đã làm như vậy tại Đại học Bordeaux năm 1895, ông đã xuất bản Các quy tắc của Phương pháp Xã hội học. Năm 1896, ông thành lập tạp chí L'Année Sociologique. Chuyên khảo seminar của Durkheim, Tự tử (1897), một nghiên cứu trường hợp về tỷ lệ tự tử giữa các dân tộc Công giáo và Tin lành, đã phân biệt phân tích xã hội học với tâm lý học hay triết học. 